# Japonské nálety na Marianské ostrovy
Mezi listopadem 1944 a lednem 1945 proběhla série japonských náletů na Mariánské ostrovy. Cílem těchto náletů byly základny amerického armádního letectva (USAAF). Japonci si kladli za cíl narušit bombardování Japonska, které prováděly bombardéry startující právě ze základen na Mariánských ostrovech. Japoncům se během těchto útoků podařilo zničit 11 B-29 a dalších 43 poškodit.

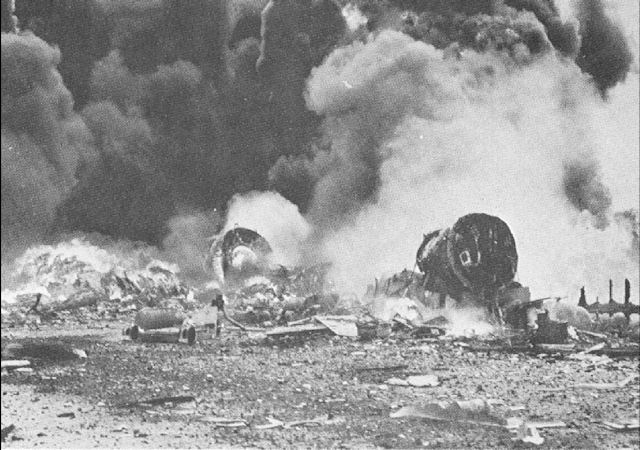
Hořící B-29 na letišti Isley Field, 27. listopad 1944

## Základny USAAF na Saipanu a Tinianu
Budování leteckých základen pro B-29 na Saipanu započalo v červnu 1944. V té době bitva o tento ostrov stále zuřila. Stavba na Tinianu začala v červenci. Letiště pro B-29 bylo vybudováno také na Guamu. Tyto základny umožňovaly Američanům prostřednictvím těžkých bombardérů B-29 zasáhnout samotné Japonsko.

## Bitva

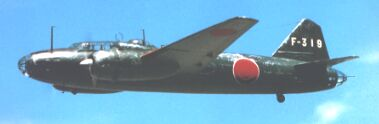
Micubiši G4M

Hlavní letecká ofenzíva proti letištím na Marianách započala na začátku listopadu 1944. 1. listopadu 1944 první B-29 startující z Marian přeletěl prostor nad Tokiem. Následujícího dne 9 až 10 japonských bombardérů  Micubiši G4M udeřilo na letiště Isley Field a Kobler Field na Saipanu. Způsobily pouze malé škody, jeden G4M byl sestřelen a další dva byly ztraceny z jiných důvodů. Další útok, který proběhl 7. listopadu, způsobil opět malé škody. 27. listopadu brzy ráno provedly dva nízkoletící G4M další nálet na Isley Field, kde zničily jeden B-29 a poškodily 11 dalších. Později téhož dne udeřilo několik Micubiši A6M vyzbrojených bombami na Isley Field a podařilo se jim zničit 3 až 4 B-29 a poškodit více než dva další. V noci z 28. na 29. listopadu proběhl další nálet na Isley Field. Další nálety proběhly v prosinci, největší z nich v noci z 25. na 26. v počtu 25 japonských letadel útočících z malých i velkých výšek, kterým se podařilo jeden B-29 zničit a několik dalších poškodit. Nálety probíhaly s menší intenzitou až do začátku února. Cílem japonských náletů byla taktéž letecká základna na Tinianu. Americkou odpovědí na tyto nálety bylo zesílení protivzdušné obrany na Marianách a v oblasti kolem nich a bombardování japonského letiště na  ostrově Iwo Jima. 

## Výsadková operace
Japonci proti základnám amerických bombardérů na Saipanu naplánovali také speciální výsadkovou operaci, která měla být provedena koncem roku 1944/ na začátku roku 1945. Letouny přepravující výsadkáře měli vystartovat z Japonska, doplnit palivo na Iwo Jimě a pokračovat k Marianám. Americké nálety na Iwo Jimu a obojživelná invaze, která začala 19. února 1945, však provedení operace znemožnily. Podobná operace byla provedena v květnu 1945 proti americkým letištím na Okinawě.

## Výsledek
Japonské nálety na základny amerických bombardérů vážněji nenarušily probíhající leteckou kampaň proti Japonsku. Přinutily však Američany umístit na Mariany větší síly za účelem ochrany velice drahých B-29 a utvrdily je v nezbytnosti obsazení ostrova Iwo Jima, které je později přišlo velmi draho.